# Provincia marítima de Algeciras
La provincia marítima de Algeciras es una de las treinta provincias marítimas en que se divide el litoral español y se corresponde con la costa del estrecho de Gibraltar. Su matrícula es AL y comprende el área desde el río Zahara hasta punta Chullera.
Se divide en dos distritos marítimos:
- Tarifa (puerto de Tarifa) (AL-1): desde latitud 36º 08’ 3’’ N y longitud 005º 50’ 8’’ W (Río Zahara) a latitud 36º 03’ 0’’ N. longitud 005º 29’ 7’’ W (ensenada de El Tolmo).
- Algeciras (puerto Bahía de Algeciras) (AL-2): desde latitud 36º 03’ 0’’ N. longitud 005º 29’ 7’’ W (ensenada de El Tolmo) hasta latitud 36º 18’ 7’’ N y longitud 005º 14’ 8’’ W (punta Chullera). A este distrito pertenece el mar territorial de Gibraltar, ocupado por el Reino Unido.